# Mesamia diana
Mesamia diana är en insektsart som beskrevs av Van Duzee 1925. Mesamia diana ingår i släktet Mesamia och familjen dvärgstritar. Inga underarter finns listade i Catalogue of Life.